# Aechmea romeroi
Espèce
Classification phylogénétique
Aechmea romeroi est une espèce de plantes à fleurs de la famille des Bromeliaceae, qui se rencontre en Colombie et en Équateur.

## Synonymes
- Platyaechmea romeroi (L.B.Sm.) L.B.Sm. & W.J.Kress[1].

## Distribution
L'espèce se rencontre au sud-est de la Colombie et au nord-est de l'Équateur.

## Description
L'espèce est épiphyte.